# Sericosoma rossi
Sericosoma rossi är en tvåvingeart som beskrevs av Hall 1976. Sericosoma rossi ingår i släktet Sericosoma och familjen svävflugor. Inga underarter finns listade i Catalogue of Life.